# Venezuela i olympiska vinterspelen 2002
Venezuela deltog i olympiska vinterspelen 2002. Venezuelas trupp bestod av fyra idrottare varav tre var män och en var kvinna. Alla tävlade i rodel.

## Resultat

### Rodel
- Singel herrar
  - Chris Hoeger - 31
  - Julio César Camacho - 39
  - Werner Hoeger - 40
- Singel damer
  - Iginia Boccalandro - ?